# Jaworzyna (Lubomierska)

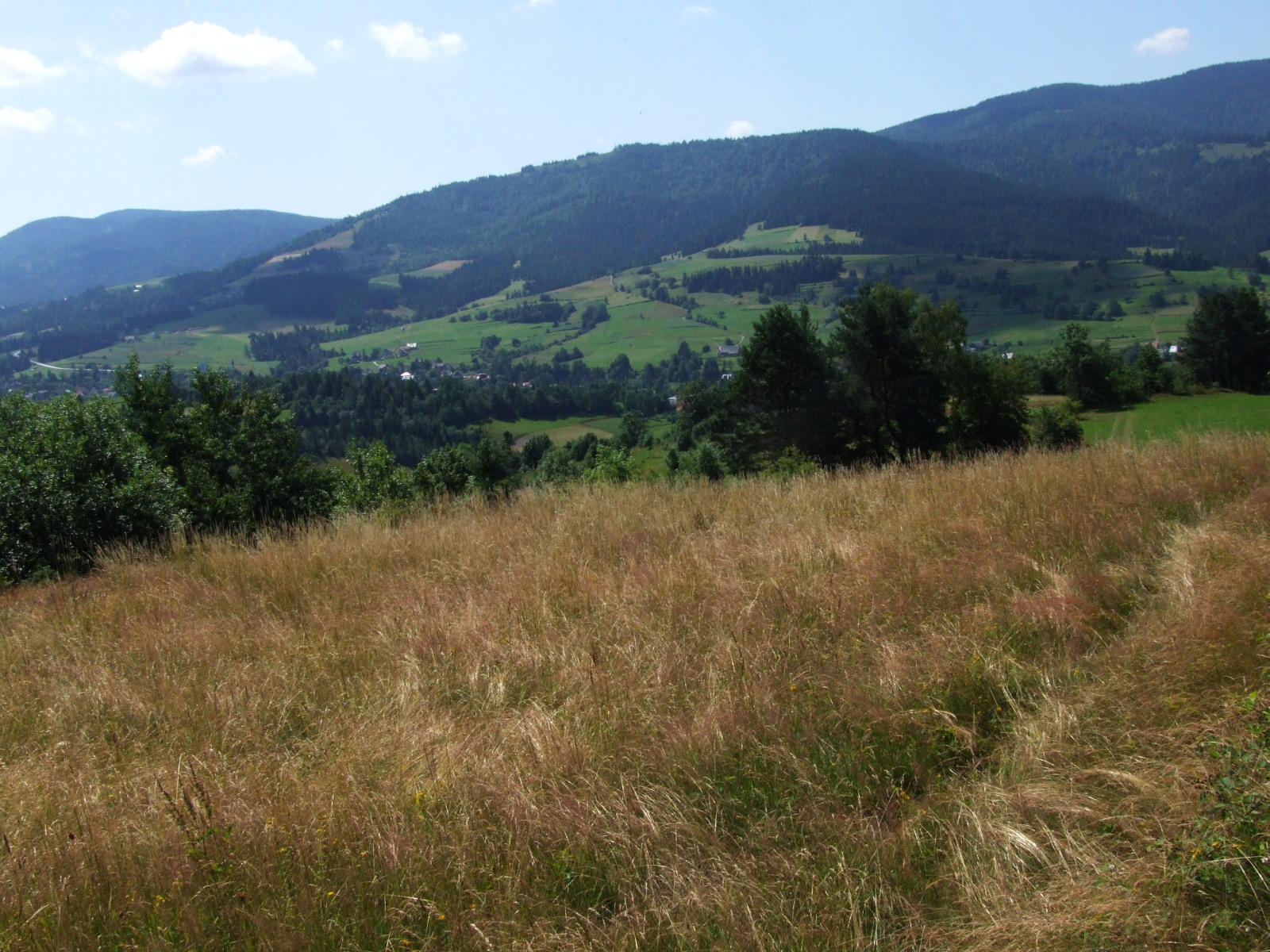
Jaworzynka, widok z Cyrkowej Góry

Jaworzyna, Jaworzynka – szczyt w Gorcach (1026 m) na północnym krańcu długiego grzbietu odbiegającego od Turbacza do przełęczy Przysłop. Jest to jeden z najdłuższych grzbietów tego rozrogu. Kolejno, poczynając od Turbacza, znajdują się w nim takie szczyty: Czoło Turbacza, Mostownica, Kudłoń, grzbiet Gorca Troszackiego, Jaworzynka. Według Józefa Nyki nazwa Jaworzynka została błędnie przeniesiona na szczyt z położonej na jego zboczu polany Jaworzynka (Pod Jaworzynką), prawidłowo zaś szczyt powinien się nazywać Solnisko Jaworzyńczańskie. Nazwa ta uległa jednak zapomnieniu i obecnie powszechnie na mapach i w przewodnikach używana jest nazwa Jaworzynka\}, czasami Jaworzyna. Na mapie gminy Mszana Dolna (jednej z bardziej szczegółowych map) polana Jaworzynka jest oznaczona jako: Polana Pod Jaworzyną.
Północne zbocza Jaworzynki opadają do przełęczy Przysłop stanowiącej granicę między Gorcami a Beskidem Wyspowym. Znajduje się na nich widokowa polana Pod Jaworzynką, a poniżej niej wyciąg narciarski. Zbocza wschodnie Jaworzynki opadają do głębokiej doliny Kamienicy Gorczańskiej. Spływa nimi Gorcowy Potok. Zbocza zachodnie opadają do doliny Kozerowego Potoku.
W szczytowych partiach Solniska znajduje się rów grzbietowy o długości ok. 100 m i głębokości ok. 1 m. Powstał on w wyniku erozyjnego działania potoków podcinających z obu stron masyw góry. Spowodowało to powierzchniowe ruchy masowe, a w efekcie rozsunięcie górnych części grzbietu. Szlak turystyczny prowadzi dnem tego rowu grzbietowego. Góra (z wyjątkiem zboczy północnych z polaną Jaworzynka i tarasami pół uprawnych) porośnięta jest lasem świerkowym, w przeszłości musiały tu jednak rosnąć liczne jawory, od których pochodzi nazwa szczytu i polany.
Z podwierzchołkowej polany Jaworzynka roztaczają się z szerokie widoki, głównie na Beskid Wyspowy z najwyższą Mogielicą, ale widoczne są także wzniesienia Beskidu Sądeckiego i Niskiego. Opracowana przez Gorczański Park Narodowy i zamontowana na polanie, tuż pod lasem tablica zawiera rysunek panoramy widokowej z opisem oglądanych szczytów.
Szczyt znajduje się w granicach wsi Lubomierz, w województwie małopolskim, w powiecie limanowskim, w gminie Mszana Dolna.

## Szlaki turystyki pieszej
przełęcz Przysłop – Pod Jaworzynką – Podskały – Adamówka – Gorc Troszacki – Kudłoń – Pustak – Przysłopek – przełęcz Borek – Hala Turbacz – Turbacz. Odległość 11,4 km, suma podejść 810 m, suma zejść 470 m, czas przejścia 3 godz. 35 min, z powrotem 3 godz.